# Nina Panieva Sebesi
Nina Panieva Sebesi, névváltozatok: Panieva-Sebesi Nina, Sebesi Panieva Nina (Tbiliszi, 1932. szeptember 28. – Kolozsvár, 2016. szeptember 5.) zongoraművész, egyetemi oktató.

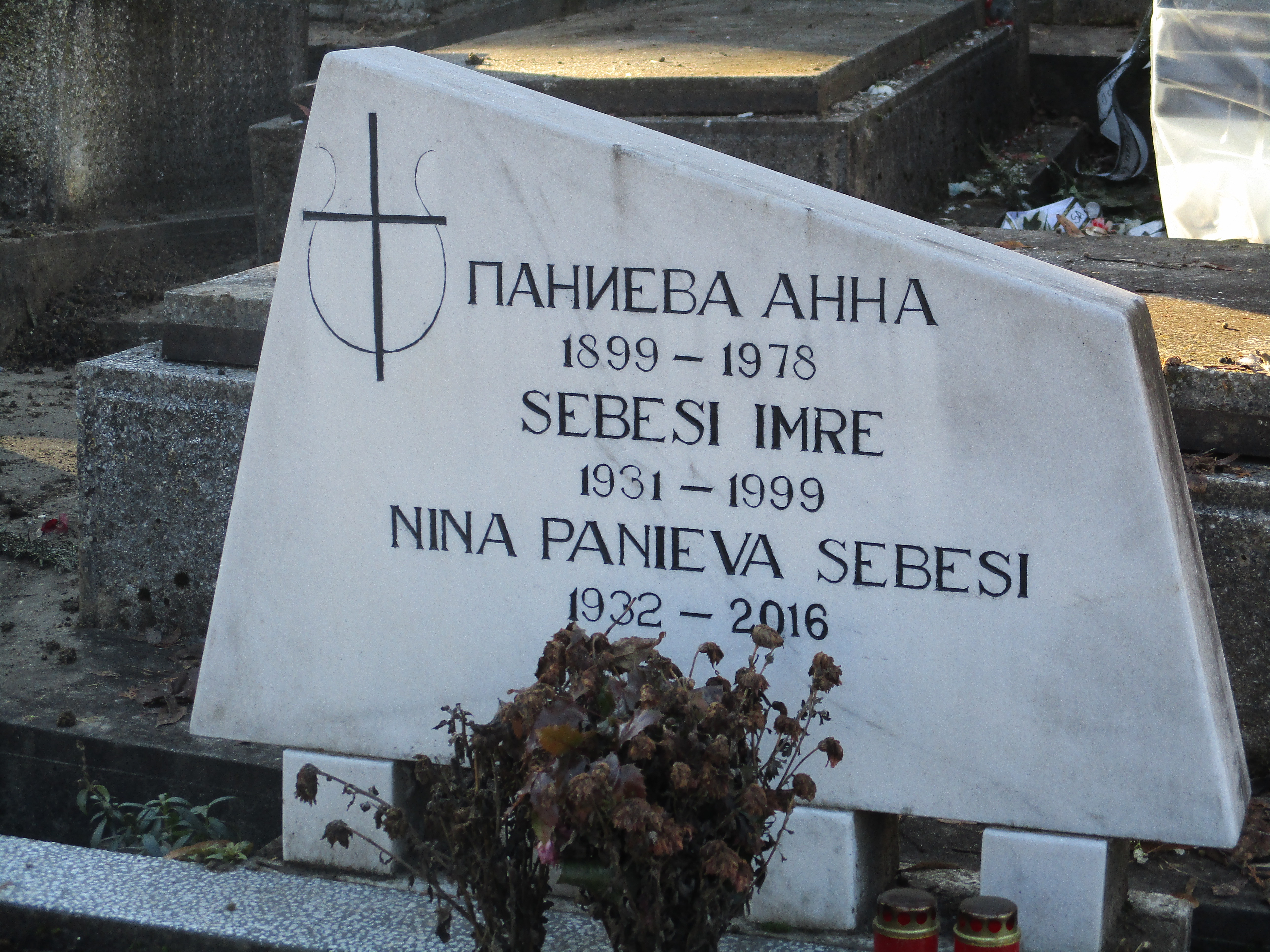
Sírja a Házsongárdi új temetőben

## Életpályája
Orosz anya, örmény apa lánya. 1956-ban Tbilisziben elvégezte a V. Szaradzsisvili Zeneakadémiát, majd 1962-ig a helybeli Zenetudományi Intézet tanára. 1960-ban a zenetudományok doktora lett Moszkvában, ahol  megismerkedett Sebesi Imre kolozsvári újságíróval, aki akkor ott tanult. 1962-ben összehásasodtak, és Kolozsváron telepedtek le. 1962-től 1987-es nyugdíjazásáig a kolozsvári Gheorghe Dima Zeneakadémia adjunktusa volt.
Számos szólóestje volt, azonkívül több kamarahangversenyen működött közre. 1977-ben Ágoston Andrással Mozart-és Beethoven-szonátákból közös hanglemezfelvétel is készült, amelyet a Romániai Magyar Zenetársaság a 2000-es évek elején nyolc CD-lemezen örökített meg.
Nina Panieva „Neuhausnál, a híres Moszkvai Konzervatórium professzoránál végezte el az ’aspiranturát’, az ottani doktorátus legmagasabb fokozatát. Tehát egy igazi, nagy zongoraiskola leszármazottja és tradícióinak hiteles és személyes közvetítője. Véletlen vagy a kivételes szerencse, hogy Ágoston András, a kiváló hegedűművész is akkoriban a kolozsvári konzervatóriumban tanított, aki szintén egy rendkívül híres, a Zsurka Péter hegedű-iskolájának leszármazottja és hiteles közvetítője. Nagy szerencsénkre ez a két kiváló művész egymásra talált, és legalább egy évtizedig a lehető legkiválóbb kamara-előadásokkal kényeztetett el bennünket. Tündéri tanulság volt, ahogy két kiváló muzsikus, mindegyik a maga komoly, hiteles tradícióival egyszerűen letettek eléd valamit, mindenféle erőlködés nélkül és máris ott volt a csoda.” (Demény Attila)

## Tagságok
- Romániai Örmények Szövetsége
- Romániai Magyar Zenetársaság

## Emlékezete
2017. december 7-én a kolozsvári zenekonzervatórium studiótermében emlékkoncertet szerveztek, amelyen bemutatták Xantus Gábor dokumentumfilmjét Panieváról, majd egykori tanítványai léptek fel. A megemlékezésen jelen volt Örményország romániai nagykövete is.